# Cieszanów (gmina)
Cieszanów – gmina miejsko-wiejska w województwie podkarpackim, w powiecie lubaczowskim. W latach 1975–1998 gmina położona była w województwie przemyskim.
Siedziba gminy to Cieszanów.
Według danych z 30 czerwca 2004 gminę zamieszkiwało 7260 osób.

## Położenie

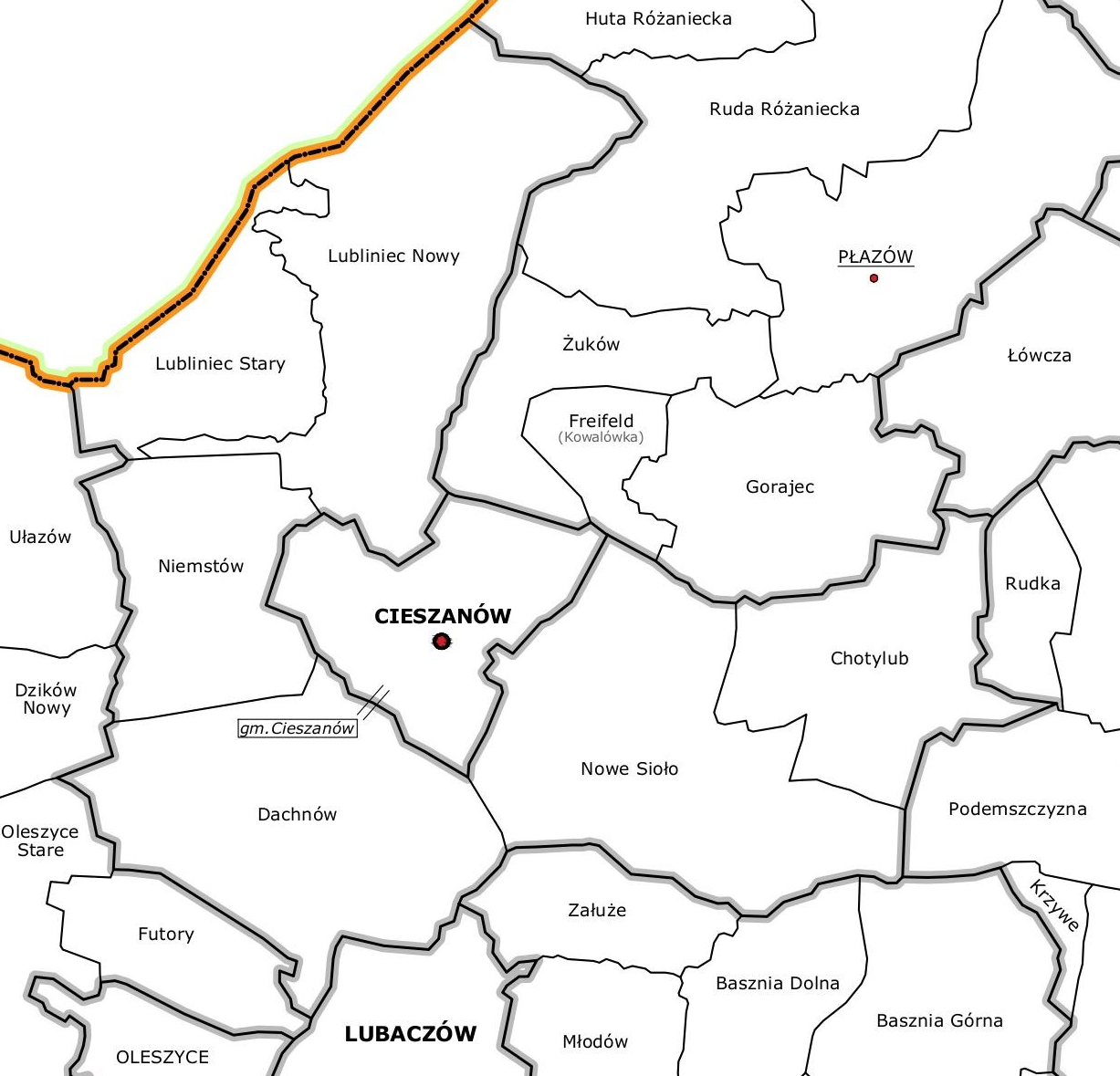
Gmina Cieszanów w 1934 roku

Gmina Cieszanów położona jest w północnej części Płaskowyżu Tarnogrodzkiego, jednego z mezoregionów Kotliny Sandomierskiej, w obrębie Garbu Tarnogrodzkiego, na północ od rzeki Lubaczówki. Granica między Płaskowyżem Tarnogrodzkim a sąsiadującym z nim Roztoczem przebiega niedaleko krańców gminy.

## Struktura powierzchni
Według danych z roku 2002 gmina Cieszanów ma obszar 219,35 km², w tym:
- użytki rolne: 55%
- użytki leśne: 38%

Gmina stanowi 16,77% powierzchni powiatu.

## Demografia

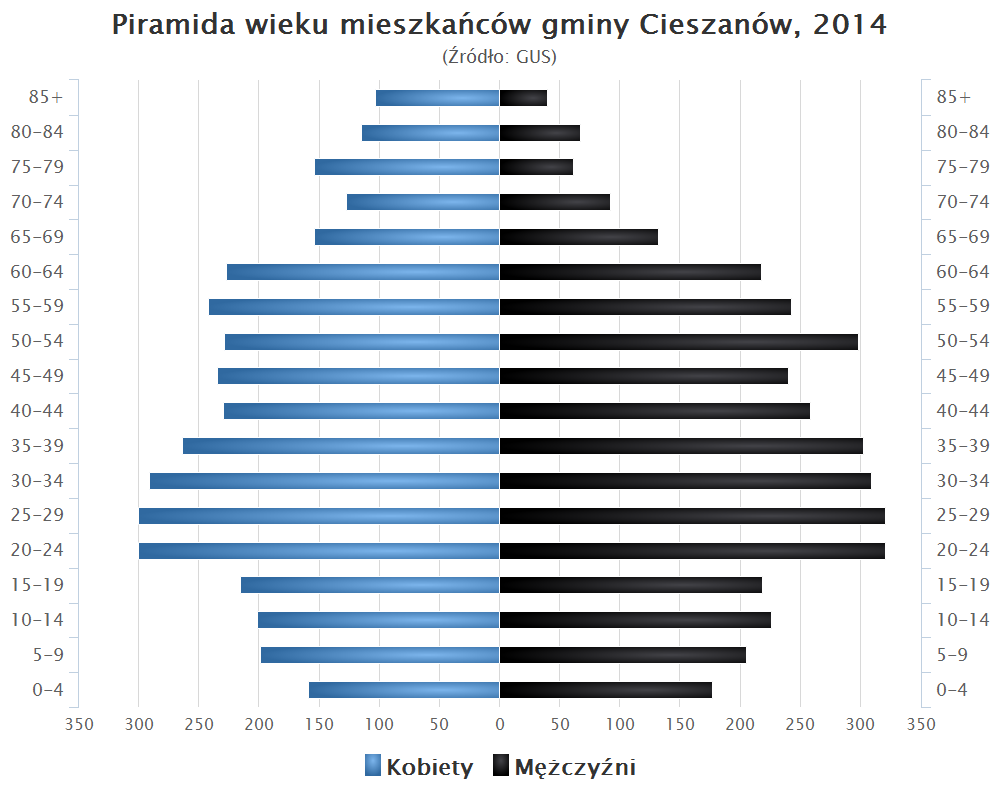
Piramida wieku mieszkańców gminy Cieszanów w 2014 roku

Dane z 30 czerwca 2004:
| Opis                              | Ogółem | Ogółem | Kobiety | Kobiety | Mężczyźni | Mężczyźni |
| --------------------------------- | ------ | ------ | ------- | ------- | --------- | --------- |
| jednostka                         | osób   | %      | osób    | %       | osób      | %         |
| populacja                         | 7260   | 100    | 3604    | 49,6    | 3656      | 50,4      |
| gęstość zaludnienia (mieszk./km²) | 33,1   | 33,1   | 16,4    | 16,4    | 16,7      | 16,7      |

## Sołectwa
Chotylub, Dąbrówka, Dachnów, Folwarki, Gorajec, Kowalówka, Niemstów, Nowe Sioło, Nowy Lubliniec, Stary Lubliniec, Żuków.

## Sąsiednie gminy
Horyniec-Zdrój, Lubaczów (gmina wiejska), Lubaczów (miasto), Narol, Obsza, Oleszyce, Stary Dzików